# Зорі до головної послідовності
Зорі до головної послідовності (молоді зорі) — стадія еволюції зір після стадії акреції з газопилової хмари (коли зоря набрала свою повну масу й стала видимою), але до початку термоядерних реакцій за участі водню. Період між закінченням стадії акреції та початком ядерного горіння водню (тобто, нульовим віком на головній послідовності) визначає зорю до головної послідовності.
Така зоря може мати тип T Тельця або бути фуором (менше 2 мас Сонця, M☉) чи зорею типу Ae/Be Гербіга (2–8 M☉). Масивніші зорі (>8 M☉) на цій стадії не спостерігаються, тому що їх еволюція дуже швидка: коли вони стають видимими (тобто, коли зоря позбавляється навколишньої газопилової хмари), горіння водню в ядрі вже почалося й зоря перебуває на головній послідовності.

Джерелом енергії для таких зір є гравітаційне стиснення за механізмом Кельвіна — Гельмгольца. На діаграмі Герцшпрунга — Рассела зорі починають рух до головної послідовності по треку Хаяші (майже вертикально вниз). Зорі з масою < 0,5 M☉ рухаються вздовж треку Хаяші майже протягом усього перебування на цій стадії. У зір з масою > 0,5 M☉[джерело?] із часом утворюється зона променистого переносу і їх рух на діаграмі змінюється на трек Хеньї (майже горизонтально, вліво).
Для спостерігача ці зорі майже не відрізняються від звичайних холодних зір головної послідовності. Відрізнити їх від карликів головної послідовності можна за спектром із визначенням кореляції між гравітацією та температурою. Зоря до головної послідовності має більший радіус, ніж зоря головної послідовності, а отже меншу густину та гравітацію на поверхні.
Стадія до головної послідовності триває менше 1 % часу існування зорі (для порівняння, на головній послідовності зоря перебуває до 80 % часу). Скажімо, для протосонця ця стадія тривала близько 30 млн років.
Науковці вважають, що на цій стадії всі зорі мають щільні навколозоряні диски — можливі джерела формування планет[джерело?].